# Гоентауерн
Гоентауерн (нім. Hohentauern) — громада (нім. Gemeinde) в Австрії, у федеральній землі Нижня Австрія.
Входить до складу округу Мурталь. Населення становить 453 особи (станом на 31 грудня 2013 року). Займає площу 92 км². Перша згадка — 1140. З 12-го століття використовується як торговий маршрут. Важливим також було видобування магнезиту і графіту (припинене у 1990-х через низьку рентабельність). Після цього важливим елементом економіки стали гірськолижний і літній гірський туризм. У містечку є початкова школа.

## Розташування
| Роттенманн | Тріебен                | Гайсгорн-ам-Зе     |
|            | Розташування           | Вальд-ам-Шоберпасс |
|            | Санкт-Йоганн-ам-Тауерн |                    |